# Rio Diceaiul
O Rio Diceaiul é um rio da Romênia, afluente do Niraj, localizado no distrito de Mureş.